# Percutor

Esquemas de diversos sistemas de percutor.

En las armas de fuego, el percutor juega un papel fundamental a la hora de lanzar el proyectil. Al apretar el disparador o gatillo, el percutor es impulsado hacia delante golpeando –percutiendo- bruscamente el fulminante, comunicando el fuego a la carga de pólvora y produciendo los gases necesarios para propulsar el proyectil.
Este sistema puede ser de percusión directa, en la que el percutor está unido al martillo y golpea directamente sobre la cápsula fulminante, o percusión indirecta, en la que el martillo golpea sobre un percutor incidiendo este último sobre la cápsula fulminante del cartucho.
El percutor es uno de los elementos clave en las armas de fuego y responsable directo de algunos de los accidentes más comunes en su manejo. Pese a que suele quedar bloqueado por el seguro, cuando este falla o se quiebra, el martillo del percutor puede liberarse por acción de algún golpe o movimiento brusco produciendo con ello la deflagración involuntaria del arma. Así mismo, un mantenimiento inadecuado puede provocar que el martillo no se libere al presionar el disparador y que el arma, en consecuencia, no realice el disparo.

### Mecanismo de percusión
Es el sistema encargado de iniciar el proceso de ignición del cartucho para poder disparar la bala. 
Existen diferentes tipos de mecanismos de percusión y estos varían dependiendo del diseño del arma.  Los más habituales son el percutor, el martillo y el pinfire. Cada uno de ellos tiene sus características y formas de operar específicas, pero todos cumplen la misma función: iniciar la ignición de la carga propulsora del cartucho.
El mecanismo puede ser accionado de forma manual por el tirador, como sucede con las armas de percusión anular o de percusión central, o de manera automática, como el de las armas automáticas. 